# これから (坂本真綾の曲)
「これから」は、日本の女性声優・歌手、坂本真綾の楽曲。2015年4月1日に3作目の配信限定シングルとして各種音楽配信サービスにて配信が開始された。

## 概要
前作「幸せについて私が知っている5つの方法/色彩」より3ヶ月ぶりのシングルで、配信限定シングルとしては「セクレアール」以来、約1年5ヶ月ぶりとなる。
本曲は、OVA『たまゆら 〜卒業写真〜』の主題歌として書き下ろされた楽曲で、坂本自身が作詞・作曲・コーラス編曲を担当している『たまゆら』OVA主題歌としては「やさしさに包まれたなら」以来2作目、『たまゆら』シリーズ主題歌としては通算5作目の使用となる。
坂本が特定の作品のために楽曲を書き下ろすのは、今回が初めてである。OVAの音楽ディレクターにおそらくこれが最後になるだろうため主題歌を手掛けるとオファーし、監督から「とにかく泣けるバラードを書いてほしい」と依頼された。この点について坂本は、「非常に難しかったし、実際に皆さんに「泣ける」と思っていただけるかは分かりません。でも、自分自身が思う『たまゆら』らしさというか。切なさはあっても悲しくはない。温かいものが後味に残るような、そういうバラードにしたいと思って作りました」と語っている。
本曲に関して、坂本は「卒業ということで、自分の学生時代を思いかえしたりもしました。ひとつの場所を卒業して新しい世界に飛び込んでいくときって、すごく不安もあるし、周りの人がどんどん先に行っちゃう気がして焦ったりもする。それって私自身も経験してきたことなので、『卒業写真』の物語で描かれる彼女たちの葛藤や初めて出会う不安みたいなものは、すごく理解できるんです。でも、私と彼女たちは同じ目線にいるわけではなくて。私にとっては、もうとっくに通り過ぎてきた過去のこと。大人になった私だからこそ、「それが起きても大丈夫なんだ」と思えるんですよね。だから、彼女たちの視点で詞を書きつつ、心では「大丈夫なんだよ」と言うようなつもりで作っていきました」と語っている。
坂本の9枚目のスタジオ・アルバム『FOLLOW ME UP』に収録されている。本曲の別バージョン「これから 〜うたとピアノ〜」はOVA第3巻の主題歌に使用され、コンピレーション・アルバム『たまゆら 主題歌コレクション〜卒業写真〜』のみに収録されている。

## シングル収録内容
| #         | タイトル     | 作詞・作曲 | 編曲                          | 時間 |
| --------- | ------------ | ---------- | ----------------------------- | ---- |
| 1.        | 「これから」 | 坂本真綾   | 河野伸 コーラス編曲：坂本真綾 | 5:13 |
| 合計時間: | 合計時間:    | 合計時間:  | 合計時間:                     | 5:13 |